# Mouton d'Engadine
Le mouton d'Engadine ou rouge d'Engadine (en allemand : Fuchsfarbene Engadiner) est une race de mouton suisse originaire de Basse-Engadine et de la bordure tyrolienne. En raison de sa toison brune, il est surnommé mouton-moine, besch da pader, en romanche.

## Histoire
Cette race est issue de croisements avec des variétés locales, notamment des brebis bergamasques et le mouton des pierriers des Alpes orientales. Elle a été sauvée de l'extinction par la fondation suisse Pro Specie Rara et est utilisée pour l'entretien des prairies naturelles et pour sa laine. Le mouton d'Engadine est efficace dans la lutte contre l'expansion de l'aulne vert.

## Description
Ce mouton est de taille moyenne à grande. Il se distingue par son long museau courbé au nez proéminent et ses longues oreilles tombantes. Il a le corps brun foncé à rouge-brun, d'où son nom de « rouge d'Engadine » et en allemand de « couleur renard ». Sa laine est grossière et épaisse et augmentant avec l'âge devient plus légère. C'est un mouton facile d'entretien, frugal bien adapté à des situations de production extensive. Dans les années 1980, la race était presque éteinte en Suisse, mais des efforts de conservation ont inversé la tendance et un club suisse d'éleveurs de moutons d'Engadine a été fondé en 1992. Sa moindre aptitude à l'engraissement est compensée par une très grande fécondité, 2,5 à 3 agneaux par an. Les femelles peuvent mesurer 70 cm au garrot (pour 70 kg) et les béliers, 75 cm au garrot (pour 80 kg).